# Michael Angelo Batio

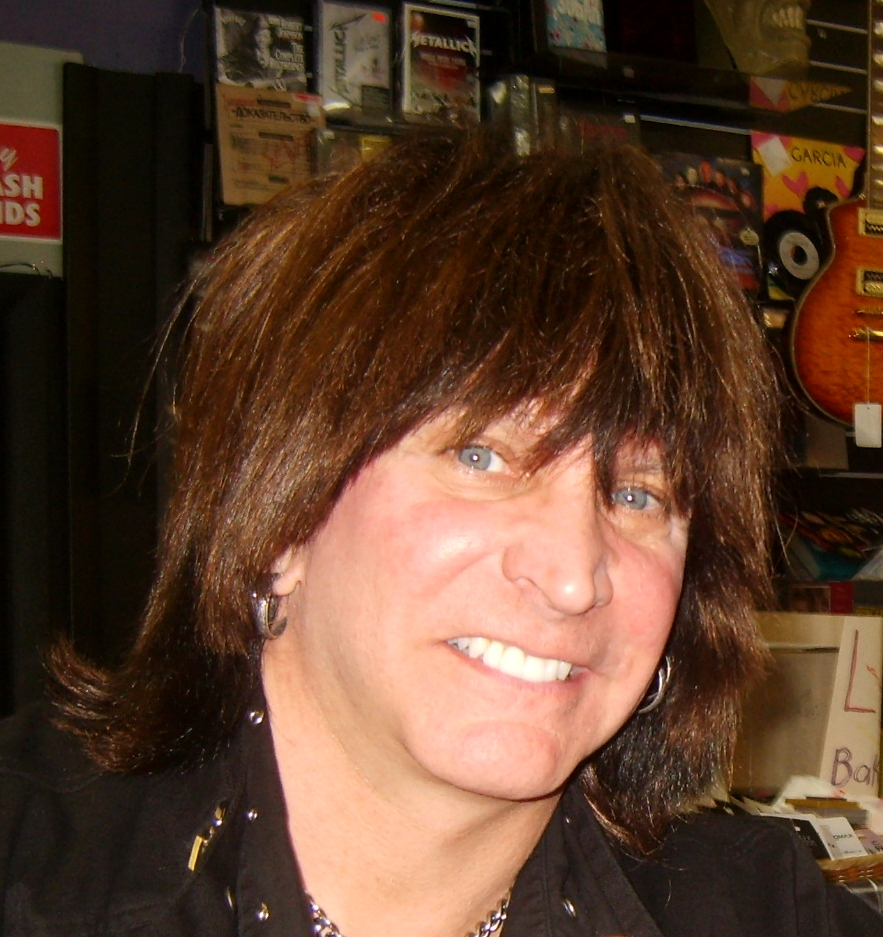
Michael Angelo Batio

Michael Angelo Batio (* 12. červen 1956) je americký heavymetalový kytarista. Je znám jako nejrychlejší kytarista na světě, a jako první kytarista, který začal používat „dvojitou kytaru“ ve tvaru V. Na přelomu 80. a 90. let hrál v glam-metalové kapele Nitro, a je proslulý instruktážními videi „Speed Kills“. Od roku 2022 je členem metalové skupiny Manowar.
Michael je jedním z tvůrců a průkopníků celého žánru shredové kytary. Předvedl kytarové techniky a inovace poprvé ve svých prvních vzdělávacích programech i během živých vystoupení, která jsou dnes považována za "standardní techniky" mezi kytaristy po celém světě. Michael vynalezl dvoukrkou kytaru a byl také prvním hráčem na světě. Patří mezi nejrychlejší hráče světa (českým kytaristům jsou jistě známy jeho videoškoly).
Batio si všiml, že dvoukrkové kytary při společné hře vytvářejí spoustu zpětné vazby. Rozhodl se, že potřebuje vymyslet způsob, jak tlumit struny, když se hráje na obě kytary současně, proto vynálezl "MAB String Dampener", který používá i baskytarista a jeho kolega Joey DeMaio z Manowar.
Ve čtvrtek 2.2.2012 Michael Dean "Jet" Double-Guitar měl své místo ve stálé výstavě v muzeu rockandrollové síně slávy v Clevelandu ve státě Ohio! Současně byl vyhlášen v Guitar One Magazine kytaristou č. 1 všech dob z top 100 kytaristů.
V roce 2022 se stal součástí prvního EP nazvané  Highlights from the Revenge of Odysseus jako člen skupiny Manowar.
```
Band roku 2015
Michael Angelo Batio - guitar & double guitar
Piero Leropale (Uli Jon Roth) - vocals
Simone Massimi (Vinnie Moore) - bass
Roberto Pirami (Blaze Bayley/Vinnie Moore) - drums
```

Management: International Rock Agency